# صنعت مخابرات
صنعت مخابرات (انگلیسی: Telecommunications industry) یا صنایع ارتباطات، شاخه‌ای از فناوری اطلاعات و ارتباطات است، که از کلیه شرکت‌های ارتباطات، مخابرات و نیز ارائه‌دهندگان خدمات اینترنتی تشکیل می‌شود. این صنعت امروزه نقشی اساسی در توسعه ارتباطات سیار و تکامل جوامع اطلاعاتی ایفا می‌کند.